# شالفولد
شالفولد (به مجاری:  Salföld) یک شهرداری در مجارستان است که در ناحیه تاپولتسا واقع شده‌است. شالفولد ۵٫۱۸ کیلومتر مربع مساحت و ۷۱ نفر جمعیت دارد.